# 张美文
张美文（1968年7月—），湖北蕲春人，中华人民共和国政治人物。

## 生平
1986年，进入中南财经大学农业经济系农业财政信用专业学习。1990年，担任海南省财税学校教师。1993年，任海南省洋浦经济开发区财税局干部。1995年11月加入中国共产党。2006年，担任海南省海口市财政局局长、党组书记。2010年，担任海南省财政厅副厅长。2011年11月，担任儋州市委常委、副市长。2012年，担任万宁市委副书记、市政府副市长、代理市长。同年12月，担任万宁市委副书记、市政府市长。2014年11月，担任万宁市委书记。2019年调离万宁市，转任中共海南省委宣传部副部长，2020年因为严重违法违纪被中共海南省纪委监委立案调查，并于翌年遭开除党籍和公职。